# ویاچسلاو اسکوک
ویاچسلاو اسکوک (روسی: Вячеслав Александрович Скок؛ زادهٔ ۳ سپتامبر ۱۹۴۶) بازیکن واترپلو اهل اتحاد جماهیر شوروی سوسیالیستی است.